# Eichplatz (Jena)
Der Eichplatz ist der große zentrale Platz in Jena. Er wird im Norden von der Johannisstraße, im Osten von der Rathausgasse und im Süden von der Kollegiengasse umrahmt. Im Westen grenzt er an das Einkaufszentrum Neue Mitte. Darüber erhebt sich das Hochhaus JenTower (früher Universitätshochhaus) als Höhendominante. Weitere markante angrenzende Gebäude sind das historische Rathaus, die Stadtkirche und partiell auch das Collegium Jenense, das auch den Hörsaal Eichplatz beherbergt.

## Der historische Eichplatz

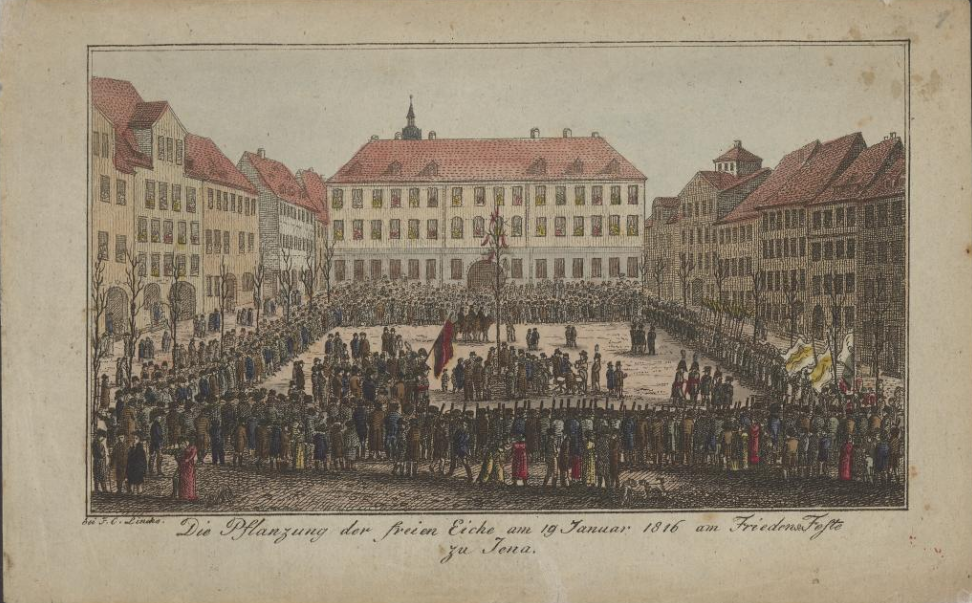
Die Pflanzung der freien Eiche am 19. Januar 1816 am Friedens-Feste zu Jena, kolorierte Radierung von Johann Christian Schnorr

Feier an Burschenschaftsdenkmal und Burschenschaftseiche 1908 auf dem historischen Eichplatz

Der Jenaer Stadtkern war seit dem Hohen Mittelalter bis auf den Marktplatz dicht bebaut. Im Oktober 1806 brannte im Nordwesten der Altstadt während der Schlacht bei Jena ein Häuserkarree nieder. Es wurde nicht wieder aufgebaut, und aus der Lücke entstand der Brandplatz. Den Namen Eichplatz erhielt er wegen einer 1816 in seiner Mitte von Studenten der Urburschenschaft gepflanzten Eiche. Seit 1883 erinnerte an diese Zeit das Burschenschaftsdenkmal von Adolf Donndorf. Es wurde 1947 entfernt und 1951 vor dem Universitätshauptgebäude aufgestellt. Bis er ca. 1937 als „entartete Kunst“ entfernt wurde, stand für fast 10 Jahre auf der Südseite des Eichplatzes der Brunnen „Flora und Fauna“ von Curt Ketscher.
In den Jahren von 1969 bis 1973 beseitigte die DDR-Stadtplanung das vierseitige Platzensemble des Eichplatzes samt der Burschenschaftseiche durch Sprengungen und Planierung. An der Ostseite stand das Timlersche Haus, ein dreistöckiges klassizistisches Gebäude, einst Wohnstätte berühmter Gelehrter wie Gustav Asverus, Lorenz Oken und Dietrich Georg Kieser. Es war als zukünftiger Sitz des Stadtmuseums 1960 renoviert worden. Von 1968 bis zu seinem Abriss 1973 diente es als Quartier der Bauleitung für das Forschungszentrum der Firma VEB Carl Zeiss Jena in Form eines riesigen Fernrohrs nach einer Idee Hermann Henselmanns. Es erhebt sich seit 1972 etwa an der Stelle des historischen Eichplatzes. Erhalten ist nur die Nordseite des Platzes entlang der Johannisstraße.

## Vom Platz der Kosmonauten zum neuen Eichplatz
Östlich der Turmbaustelle befand sich ein weites, nach Osten abfallendes, unbebautes und nur teilweise gestaltetes Areal, das vom Holzmarkt entlang der Löbderstraße über die Nordwestseite des Marktes bis zur Johannisstraße reichte und als Parkplatz diente. Es war 1947 durch die rigorose Flächenberäumung des im Zweiten Weltkrieg durch Bombenangriffe schwer zerstörten mittleren Teils der Altstadt entstanden. Die Freifläche wurde um 1970 in einen von Parkplätzen und gärtnerischen Anlagen umgebenen Aufmarschplatz (das Aufbaugesetz der Deutschen Demokratischen Republik verlangte einen zentralen Aufmarschplatz ) verwandelt. Das Ganze hieß Zentraler Platz. Im Rahmen der weiteren "bildkünstlerischen" Gestaltung der Turmumgebung wurde zudem ein Ensemble aus Wasserbecken und Brunnenplastik, der im Volksmund als "Orchideenbrunnen" nach dem benachbarten Café "Orchidee" bezeichnet wurde, realisiert. An der Gestaltung des Ensembles waren A. Kuhlmann, R. Schumacher, D. Reinemer und J. Bzdok beteiligt. Am 11. April 1979, dem Vorabend des Tages der Kosmonauten, wurde er in Erinnerung an den am 24. September 1978 auf dem Platz gefeierten Dankesbesuch der Kosmonauten Sigmund Jähn und Waleri Bykowski beim VEB Carl Zeiss Jena in Platz der Kosmonauten umbenannt.
Auf dem Platz wurden während der Zusammenbruchsphase der DDR im November 1989 Bürgerforen und Demonstrationen mit bis zu 40.000 Teilnehmern abgehalten.
Der Platz der Kosmonauten erhielt in den 1990er Jahren den Namen des nur noch in der Erinnerung vorhandenen Eichplatzes. Ende der 1990er Jahre wurde zum Marktplatz hin die Marktpassage errichtet. Im selben Zeitraum entstand das City Carree, das die räumliche Trennung vom Holzmarkt wiederherstellte.
Derzeit wird der von Bäumen gesäumte Eichplatz vorwiegend als Parkplatz genutzt. Darüber hinaus gibt es eine etwa 2.000 m² große Grünfläche mit Spielplatz. Der Baumbestand setzt sich im Wesentlichen aus Platanen und Winterlinden zusammen. Auf dem Gelände finden Trödel- und Jahrmärkte statt.

## Auseinandersetzung um die Zukunft des Eichplatzes

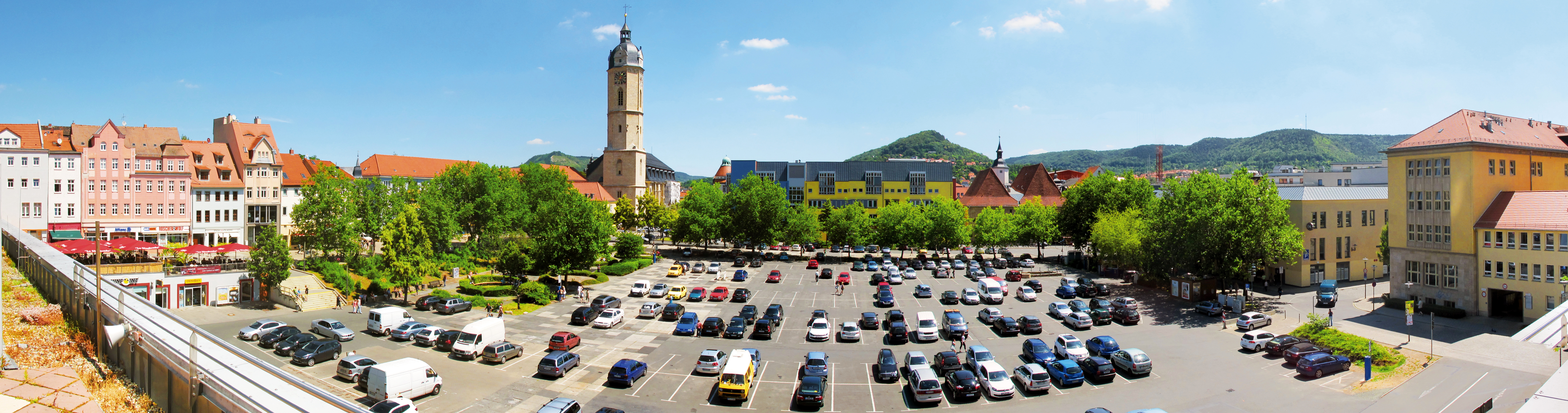
Eichplatz 2011

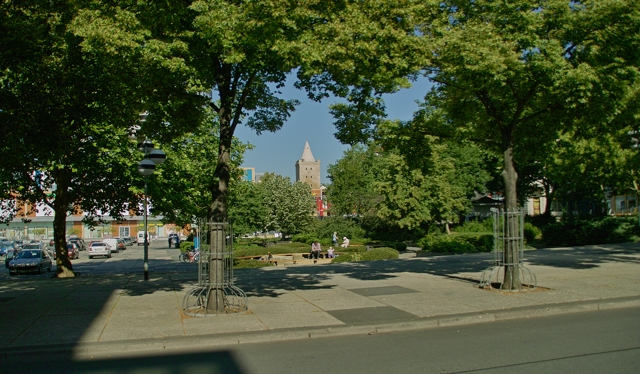
Blick von der Rathausgasse in Richtung Johannistor

### Planungen
1993 gab es einen städtebaulichen Wettbewerb, den Trojan, Trojan + Neu aus Darmstadt gewannen. Eine weitere Grundlage bildet die Realisierbarkeitsstudie von DU Diederichs Projektmanagement. Die Studie wurde nicht veröffentlicht.
Der Platz befindet sich im Eigentum der Stadt Jena (Stand Anfang 2011), die beabsichtigt, ihn an Investoren zu verkaufen. Als Bodenrichtwert wurde 870 €/m² angegeben (Stichtag 31. Dezember 2010). Der aktuelle Bebauungsplan sieht eine großflächige Bebauung vor: „Neben der Sicherung einer geordneten städtebaulichen Entwicklung geht es vor allem auch um eine weitgehende Investitionssicherheit an diesem exponierten Standort“. Der Plan orientiert sich im Grundriss vage an den mittelalterlichen Grenzen. Die beiden vorgesehenen Baukörper fassen die ursprünglich kleinteilige Struktur zu großen Volumina zusammen. Der Nutzungsschwerpunkt im südlichen Gebäude soll Einzelhandel sein. Mit 10.000 m² Verkaufsfläche erfüllte es die definitorische Untergrenze eines Einkaufscenters.
Darunter soll eine mehretagige Tiefgarage betoniert werden. Das hydrogeologische Gutachten kommt hier zu der Bewertung: „Die für die 2-geschossige Tiefgarage berechneten Aufhöhungen von 0,23 m bis 0,59 m und entsprechende abstromige Absenkungen lassen eine signifikante Beeinflussung der Umgebungsbebauung besorgen“. Weiter heißt es: „Grundsätzlich wird auf Grund des anstehenden und somit drückenden Grundwassers im voraussichtlichen Gründungsbereich die Ausführung einer Weißen Wanne (wasserundurchlässiger Beton) empfohlen“.
Das mikroklimatische Gutachten prognostiziert: „Der PMV-Wert, ein Maß für das thermische Behaglichkeitsempfinden, erfährt in Bereichen z. B. des neuen kleinen Eichplatzes und der südlichen Rathausgasse eine z. T. signifikante Verschlechterung, die in erster Linie auf verminderte Strömungsgeschwindigkeiten zurückzuführen ist. Bereiche jeweils nördlich der beiden Baufelder der Neubebauung erhalten durch die Schattenwirkung hingegen positive bioklimatische Effekte. Veränderungen im geplanten Baumbestand könnten hier positive Wirkung zeigen. Mit Ausnahme des Bereichs der zukünftigen Tiefgaragenzufahrt in der Weigelstraße gibt es momentan keine Anhaltspunkte für eine Verschlechterung der lufthygienischen Situation im Untersuchungsgebiet durch die geplante Bebauung des Eichplatzes. Sämtliche Veränderungen hinsichtlich der Partikelkonzentrationen bewegen sich dabei in einer Größenordnung deutlich unterhalb des zulässigen Grenzwertes.“

### Bürgerbeteiligung
1992 wurde eine ergebnisoffene Bürgerbeteiligung durchgeführt. Der Arbeitskreis Stadtgestaltung/Nutzung formulierte unter anderem folgendes Ziel: „im Gebiet der Innenstadt haben große, klotzige Gebäude – wie z. B. supermoderne Warenhäuser – nichts zu suchen“. Der Arbeitskreis Verkehr/Freiflächen forderte, „die Verkehrsströme um das Stadtzentrum herumzuleiten“. 1995 wurde ein abschließendes Thesenpapier formuliert. Laut dem damals beteiligten Siegfried Ferge sind die von den Bürgern erarbeiteten Thesen „dann mehr oder weniger im Nichts verschwunden“.
Im Herbst 2010 hat sich eine Bürgerinitiative gegründet, die den aktuellen Plan ablehnt. Aus ihrer Sicht entspricht die Planung weder den Bedürfnissen der Einwohner noch erfüllt es den Anspruch einer integrierten Stadtentwicklung. Sie beklagt, dass keine Diskussion über eine andere Schwerpunktsetzung als Gewerbe stattgefunden hat. Andere denkbare Konzepte, wie beispielsweise Markthalle, Stadtpark, Kulturzentrum, Kunstmuseum oder Mischformen daraus sind nie ernsthaft in Erwägung gezogen worden. Ihre Straßenumfrage unter mehr als 300 Passanten hat zudem ergeben, dass sich über 90 Prozent der Jenaer gegen den Verkauf des Platzes aussprechen. Der Antrag auf ein Bürgerbegehren, das eine stärkere Bürgerbeteiligung umzusetzen suchte, wurde vom Rechtsamt der Stadt Jena mit der Begründung einer Verfristung abgelehnt.
Im Mai 2011 begann mit der Ausschreibung des Grundstücks ein europaweiter Wettbewerb um „die überzeugendsten Ideen und die schlüssigsten Konzepte“. Zehn Interessenten stellen sich diesem Verfahren. Die Namen dieser potentiellen Investoren werden nicht veröffentlicht. Sie sollen Konzepte einreichen, welche nach städtebaulichen, architektonischen, ökologischen und wirtschaftlichen Kriterien von einer Jury beurteilt werden.
Neben drei Vertretern des Jenaer Stadtrates und fünf Fachjuroren gehören auch drei Bürger dieser Jury an, die per Losverfahren ausgewählt wurden. Die Bürgerinitiative kritisierte diese Jury. Beide Jurysitzungen fanden unter Ausschluss der Öffentlichkeit statt. Am 22. Februar 2012 präsentierten der Oberbürgermeister Albrecht Schröter und die Stadtverwaltung drei Empfehlungen der Jury: Jenawohnen, ECE und OFB. Schröter gehört zum Stiftungsrat der ECE-nahen Stiftung Lebendige Stadt. Kurz nach der Bekanntgabe des Votums wandte sich ein Jurymitglied mit einem offenen Brief an die Öffentlichkeit: Es sei ausschließlich Jenawohnen empfohlen worden. Die Bürgerinitiative „Mein Eichplatz – Unser Jena“ forderte, das Verfahren zu stoppen.
Vom 19. Juni bis zum 19. Juli 2012 fand eine Bürgerbefragung statt. 15.000 repräsentativ ausgewählten Bürger konnten ihr Votum schriftlich abgeben, zusätzlich fand eine Online-Umfrage statt. Die wissenschaftliche Begleitung und Auswertung wurde durch die Ernst-Abbe-Fachhochschule durchgeführt. Etwa 2200 Bürger haben von dieser Möglichkeit der Abstimmung im Internet Gebrauch gemacht. Rund 4600 ausgefüllte Fragebögen wurden zurück gesandt (entspricht Rücklaufquote von 30,5 %). Im Ergebnis der Befragung sprachen sich 69 % für eine Wiederbebauung des Eichplatzareals aus.

### Entscheidung
Vor der Stadtratsentscheidung zum Verkauf des Eichplatzes wurde für die 9975 m² mit einem Erlös von ca. 8 Mio. Euro gerechnet. Von dieser Summe sind aber noch die archäologischen Grabungen zur Baufeldfreimachung zu begleichen, die ab dem Frühjahr 2014 beginnen und bis 2015 andauern sollen. Insgesamt rechnet die Stadtverwaltung auch wegen notwendiger Erschließungsmaßnahmen und Medienverlegungen sowie entgangener Einnahmen nicht mit einem Gewinn aufgrund des Verkaufs.
Auf einer nichtöffentlichen Sitzung am 4. Dezember 2013 entschied sich die Koalitionsmehrheit im Stadtrat, bestehend aus CDU, SPD und Bündnisgrünen, für das Gesamtkonzept der Unternehmen OFB und jenawohnen.
In der Bürgerbefragung 2014 votierte eine Mehrheit von 62,0 Prozent der mindestens 16 Jahre alten Jenaer Bürger gegen die Bebauungspläne.
Den daraufhin im Rahmen einer Ideenwerkstatt von Albert Speer + Partner geänderten Plänen stimmte der Stadtrat im Februar 2017 zu; der Verkauf eines Teils des Platzes wurde im Juni genehmigt.
Im September 2020 wurde nach einem Auswahlverfahren dann der Siegerentwurf gekrönt. Dieser wurde von der STRABAG Real Estate GmbH eingereicht. Er beinhaltet drei Hochpunkte, mit Höhen von 66,5 50 und 33 Metern.